# Миротворецът (ирокези)
Вижте пояснителната страница за други личности с името Миротворецът.
Миротворецът (на мохокски Skennenrahawi) е един от легендарните основатели на Ирокезката конфедерация – политически, военен и културен съюз на част от ирокезките племена в Северна Америка.
Легендите за произхода на Миротвореца са противоречиви. Според едни той е роден в племето хурон, а според други – в племето онондага и впоследствие осиновен от мохок.
Церемониалното име на Миротвореца е Деганауида, в превод „Две реки течащи заедно“. Съвременните ирокези считат за неуважително употребата на това име за нецеремониални цели.